# Jerzy Janczukowicz
Jerzy Janczukowicz (ur. 8 października 1938 w Wilnie, zm. 27 lipca 2020 w Gdańsku) – polski inżynier, płetwonurek, instruktor nurkowania i kolekcjoner.

## Życiorys
Syn Pawła, absolwenta Wydziału Architektury i Budownictwa na Politechnice Warszawskiej, pracującego w Wilnie jako inżynier budownictwa, uczestnika wojny obronnej 1939, później jeńca oflagu, członka organizacji podziemnych, radnego Gdańska, doktora inżyniera na Politechnice Gdańskiej oraz Wandy, absolwentki studium nauczycielskiego, wileńskiej nauczycielki.
15 września 1945 rodzina Janczukowiczów przeniosła się do Gdańska. Jerzy maturę zdał w V Liceum Ogólnokształcącym, w 1963 roku ukończył studia na Wydziale Budownictwa Lądowego Politechniki Gdańskiej. Równolegle studiował na Wydziale Siłowni Okrętowych PG, jednak studiów nie ukończył, bo będąc na czwartym roku otrzymał powołanie do odbycia dwuletniej służby wojskowej.
Pracował w Stoczni Gdańskiej (1966–1969), pracowni projektowej PG, Przedsiębiorstwie Robót Hydrotechnicznych Hydrobudowa (1970–1973); był kierownikiem gdańskiego oddziału Centralnego Ośrodka Badawczo-Rozwojowego Budownictwa Hydrotechnicznego (COBRBH) Energopol. Od 1994 prowadził Centrum Badań Podwodnych „Rekin”, zajmujące się głównie naprawą statków i łodzi, w tym naprawą i budową nowych sekcji, modernizacją i budową kutrów rybackich, regeneracją konstrukcji stalowych, naprawą nadbudówek.

## Klub „Rekin”

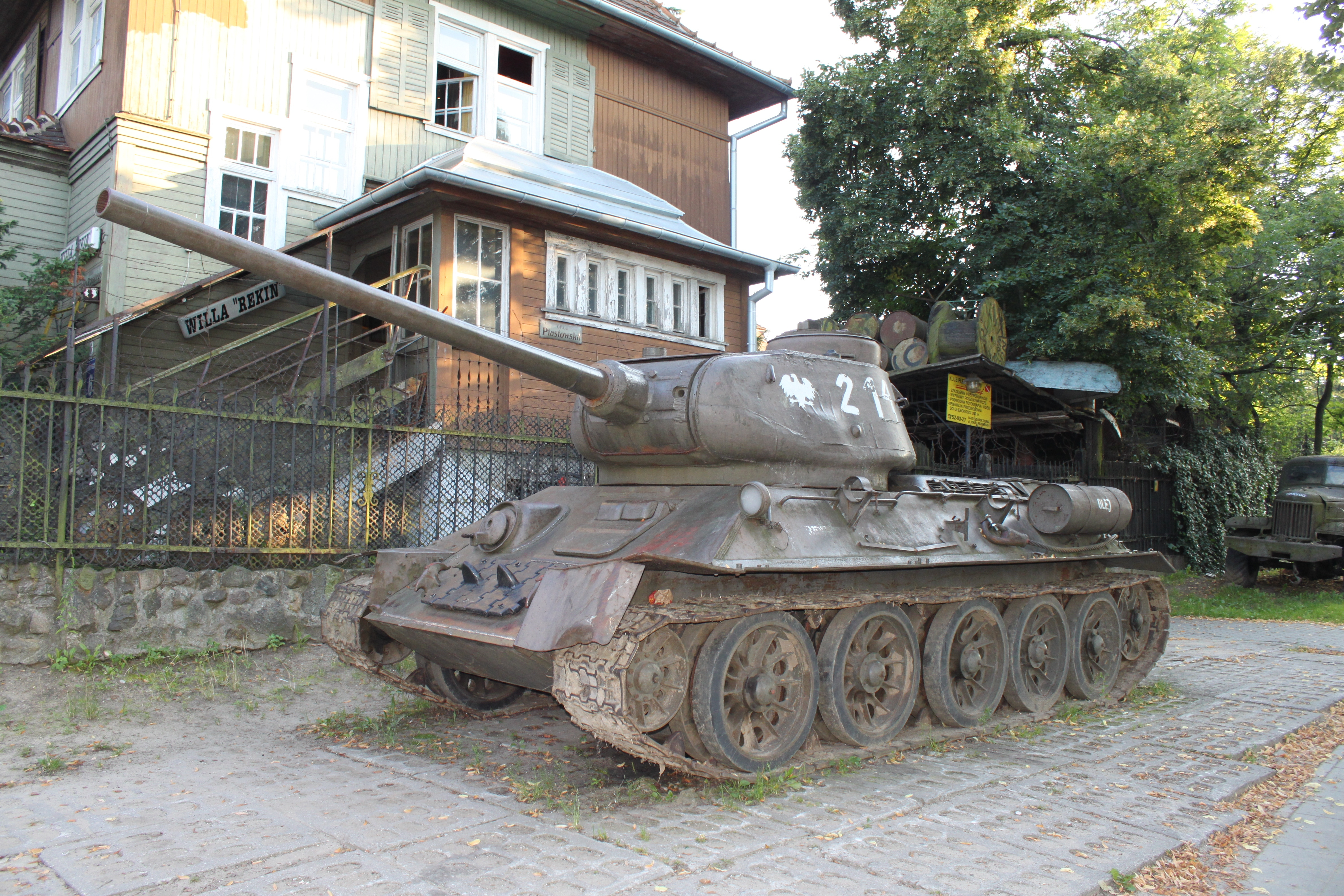
Czołg T-34/85 należący do Jerzego Janczukowicza i ustawiony przed jego domem w Oliwie, 2010

W czasie studiów współzałożyciel Naukowego Koła Badań Podwodnych przy Politechnice Gdańskiej, powstałego 15 listopada 1957 na PG z inicjatywy grupy członków Zrzeszenia Studentów Polskich pod opieką merytoryczną prof. Stanisława Szymborskiego. Siedziba koła do 1958 mieściła się w politechnicznym budynku Bratniaka we Wrzeszczu. W 1958 został prezesem koła przemianowanego na Gdański Klub Płetwonurków „Rekin”, którego siedzibę i magazyny przeniósł do otrzymanej przez ojca w 1945 w zrujnowanym stanie willi Rekin przy ul. Hołdu Pruskiego 6 w Oliwie.
Od lat 60. wraz z innymi członkami klubu prowadził działalność zarobkową w ramach Zrzeszenia Studentów Polskich, polegającą głównie na oczyszczaniu podwodnych części kadłubów statków, napraw śrub i sterów jednostek stojących w porcie i na redzie. Z czasem działalność ta została rozszerzona o poszukiwania zatopionych wraków, początkowo głównie samolotów, które traktowano wówczas jako źródło cennego złomu aluminiowego. W 1961 przeprowadził operację wydobycia kompletnego samolotu bombowego w wersji wywiadowczej Junkers Ju 188 D2 z jeziora Mamry. Podniesiony z dna samolot został w całości doholowany do brzegu i przekazany do huty aluminium w Skawinie pod Krakowem, gdzie przetopiono go na 13 246 łyżek i łyżeczek do barów mlecznych. W 1973 zorganizował pierwszą polską legalną wyprawę do wraku „Wilhelma Gustloffa”.
Wydobyty w całości z jeziora na poligonie w Drawsku Pomorskim w 1997 Messerschmitt Bf 109, został przekazany fundacji lotniczej Polskie Orły, której staraniem został odrestaurowany do stanu pełnej sprawności technicznej i jest jedynym na świecie oryginalnym Messerschmittem Bf 109 w tak dobrym stanie. Znajduje się na wystawie w Muzeum Lotnictwa Polskiego w Krakowie.

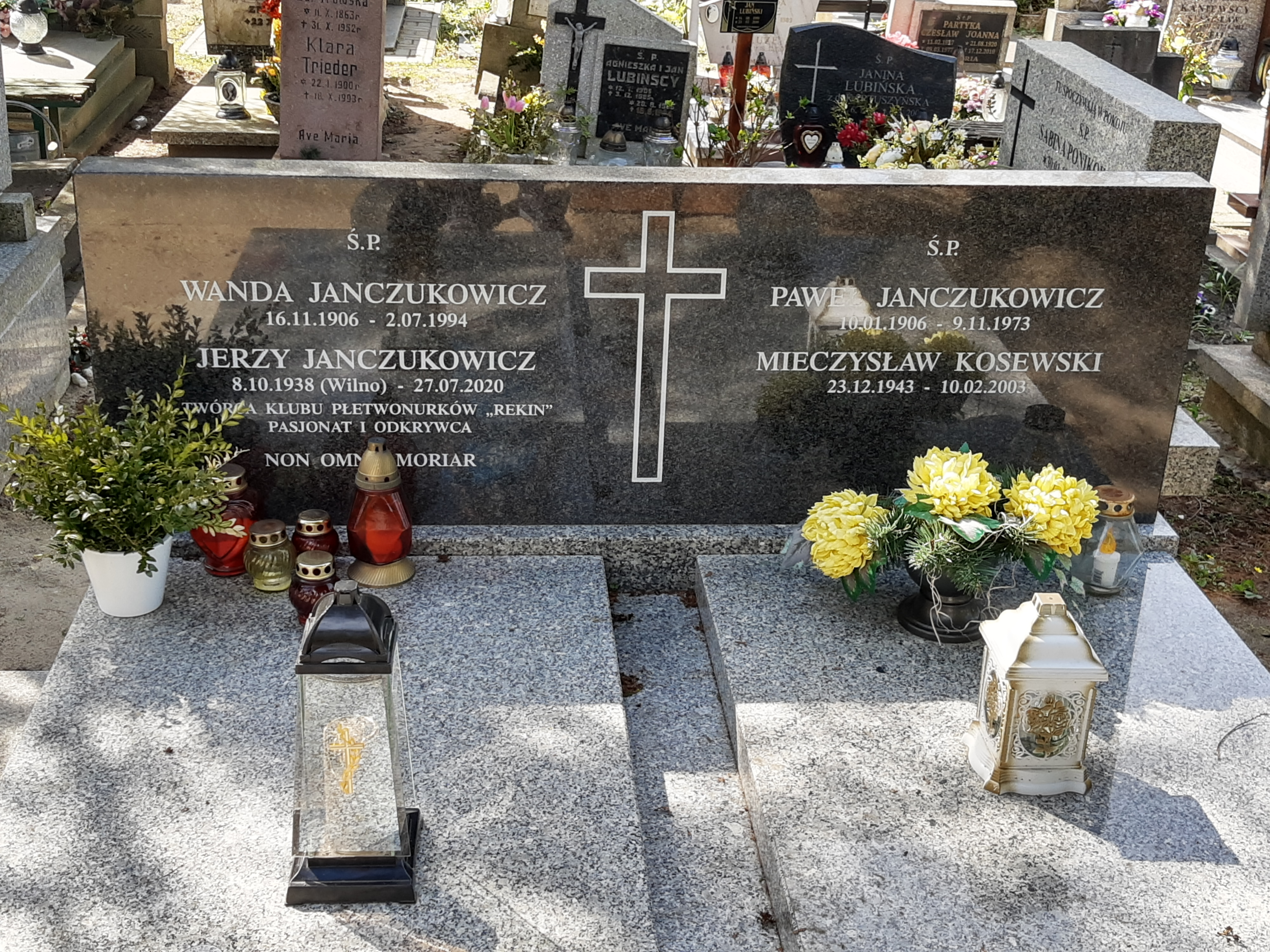
Grób Jerzego Janczukowicza na cmentarzu Oliwskim

Działalność eksploratorską na wodach śródlądowych i morskich prowadził na podstawie dokumentacji dotyczącej zatopionych obiektów, którą w dużej mierze zebrał samodzielnie dzięki ankietom rozsyłanym do Państwowych Gospodarstw Rybackich. W ciągu przeszło 60 lat członkowie klubu eksplorowali wiele zbiorników wodnych w Polsce i za granicą, prowadzili poszukiwania Bursztynowej Komnaty, uczestniczyli w podwodnych pracach archeologicznych, penetrowali wrak „Wilhelma Gustloffa”, wyszkolili licznych płetwonurków oraz nurków klasycznych.
Kolekcjoner pojazdów zabytkowych, w latach 2001–2013 eksponował przed willą Rekin nabyty od Agencji Mienia Wojskowego za cenę złomu czołg T-34/85 oraz kilka wojskowych ciężarówek. Po nałożeniu przez Gdański Zarząd Dróg i Zieleni opłaty za zajmowanie pasa drogowego, przetransportował pojazdy do skansenu w Żukowie. W jego kolekcji znajdowały się także zakupione od prywatnych właścicieli samochody: mercedesy 170VB, 170VA, 230 i 290 Pullman, DKW Furgon, Stoewer Greif Junior, Willys MB, Ford GP, ZiŁ-157, GAZ-63A i GAZ-67 Czapajew.
Został pochowany na cmentarzu w Oliwie (kwatera 12-9-8).